# سورندرانگر
شهر سورندرانگر (به انگلیسی: Surendranagar) با جمعیت ۲۰۴٫۹۹۲ نفر در ایالت گجرات در کشور هند واقع شده‌است.